# Богословская территориальная администрация
Богословская территориальная администрация — сельское территориальное образование в Губкинском городском округе Белгородской области, включающее в себя 6 населённых пунктов. Глава администрации — Глухенко Иван Николаевич.

## Состав
| Вид населённого пункта | Наименование    | Население |
| ---------------------- | --------------- | --------- |
| хутор                  | Александровский | 45        |
| село                   | Богословка      | 398       |
| село                   | Дальняя Ливенка | 163       |
| хутор                  | Дубравка        | 15        |
| село                   | Хворостянка     | 316       |
| село                   | Чибисовка       | 38        |